# Электроэнцефалография

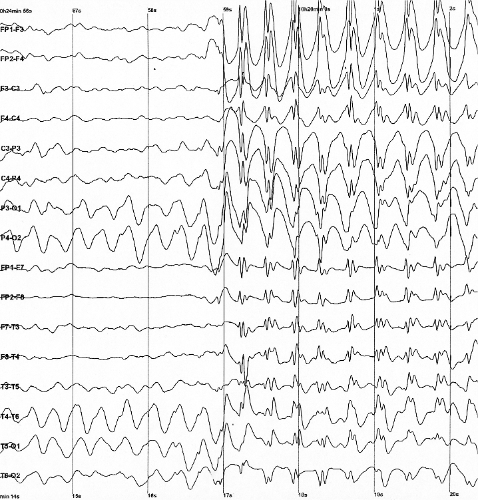
Электроэнцефалограмма. Множественные комплексы пик-волна при эпилепсии.

Электроэнцефалография, ЭЭГ (от электро- + др.-греч. ἐγκέφαλος «головной мозг» + γραμμή «запись») — раздел электрофизиологии, изучающий закономерности суммарной электрической активности мозга, отводимой с поверхности кожи волосистой части головы, а также метод записи таких потенциалов. Также ЭЭГ — неинвазивный метод исследования функционального состояния головного мозга путём регистрации его биоэлектрической активности.
Электроэнцефалография измеряет колебания напряжения в результате ионного тока в нейронах головного мозга. Клинически электроэнцефалограмма является графическим изображением спонтанной электрической активности мозга в течение определенного периода времени, записанной с нескольких электродов на мозге или поверхности скальпа.

## Плюсы и минусы метода
ЭЭГ — чувствительный метод исследования, он отражает малейшие изменения функции коры головного мозга и глубинных мозговых структур во временном измерении, обеспечивая миллисекундное временное разрешение, не доступное другим методам исследования мозговой активности, в частности ПЭТ и фМРТ.
Электроэнцефалография дает возможность качественного и количественного анализа функционального состояния головного мозга и его реакций при действии раздражителей. Запись ЭЭГ широко применяется в диагностической и лечебной работе (особенно часто при эпилепсии), в анестезиологии, а также при изучении деятельности мозга, связанной с реализацией таких функций, как восприятие, память, адаптация и т. д.
На электроэнцефалограммах заметна ритмичность электрической активности мозга. Различают целый ряд ритмов, обозначаемых буквами греческого алфавита.
Также электроэнцефалография используется для выявления потенциалов, связанных с событиями — откликов мозга, являющихся непосредственным результатом определенного ощущения, когнитивного или моторного события.
Недостатком является высокая чувствительность прибора к движениям и тремору, обусловленному психоэмоциональным напряжением пациента, вызывает помехи в работе, что может затруднить диагностику. Такие изменения называются артефактами движения.
Недостатком электроэнцефалографии является также низкое пространственное разрешение, гораздо более слабое, чем у гемодинамических методов измерения, таких как фМРТ, ПЭТ и функциональная ближняя инфракрасная спектроскопия (англ. Functional near-infrared spectroscopy — fNIRS). В отличие от гемодинамических методов, для ЭЭГ определение местоположение источников электрического потенциала является обратной задачей, которая не может быть точно решена, а только оценена. Таким образом, ЭЭГ хорошо подходит для исследования вопросов о скорости нейронной активности и хуже для исследования вопросов о местоположении такой активности.

## История
Начало изучению электрических процессов мозга было положено немецким физиологом Д.-Реймоном (нем. Du Bois Reymond) в 1849 году, который показал, что мозг, так же как нерв и мышца, обладает электрогенными свойствами.
24 августа 1875 года английский врач Ричард Катон (англ. R. Caton) (1842—1926) сделал доклад на заседании Британской медицинской ассоциации, на котором представил научному сообществу данные по регистрации от мозга кроликов и обезьян слабых токов. В том же году независимо от Кэтона русский физиолог В. Я. Данилевский в докторской диссертации изложил данные по изучению электрической активности мозга у собак. В своей работе он отметил наличие спонтанных потенциалов, а также изменения, вызываемые различными стимулами.
В 1882 году И.М. Сеченов опубликовал работу «Гальванические явления на продолговатом мозгу лягушки», в которой впервые был установлен факт наличия ритмической электрической активности мозга. В 1884 году Н.Е. Введенский для изучения работы нервных центров применил телефонический метод регистрации, прослушивая в телефон активность продолговатого мозга лягушки и коры больших полушарий кролика. Введенский подтвердил основные наблюдения Сеченова и показал, что спонтанную ритмическую активность можно обнаружить и в коре больших полушарий млекопитающих.
Начало электроэнцефалографическим исследованиям положил психолог В. В. Правдич-Неминский, опубликовав в 1913 году первую электроэнцефалограмму мозга собаки. В своих исследованиях он использовал струнный гальванометр. Также Правдич-Неминский вводит термин электроцереброграмма.
Первая запись ЭЭГ человека получена немецким психиатром Гансом Бергером в 1924 году. Он же предложил запись биотоков мозга называть электроэнцефалограмма. Работы Бергера, а также сам метод энцефалографии получили широкое признание лишь после того, как в мае 1934 года Эдриан (англ. E.D. Adrian) и Мэттьюс (англ. B.H.C. Metthews) впервые убедительно продемонстрировали «ритм Бергера» на собрании Физиологического общества в Кембридже.

## Методика

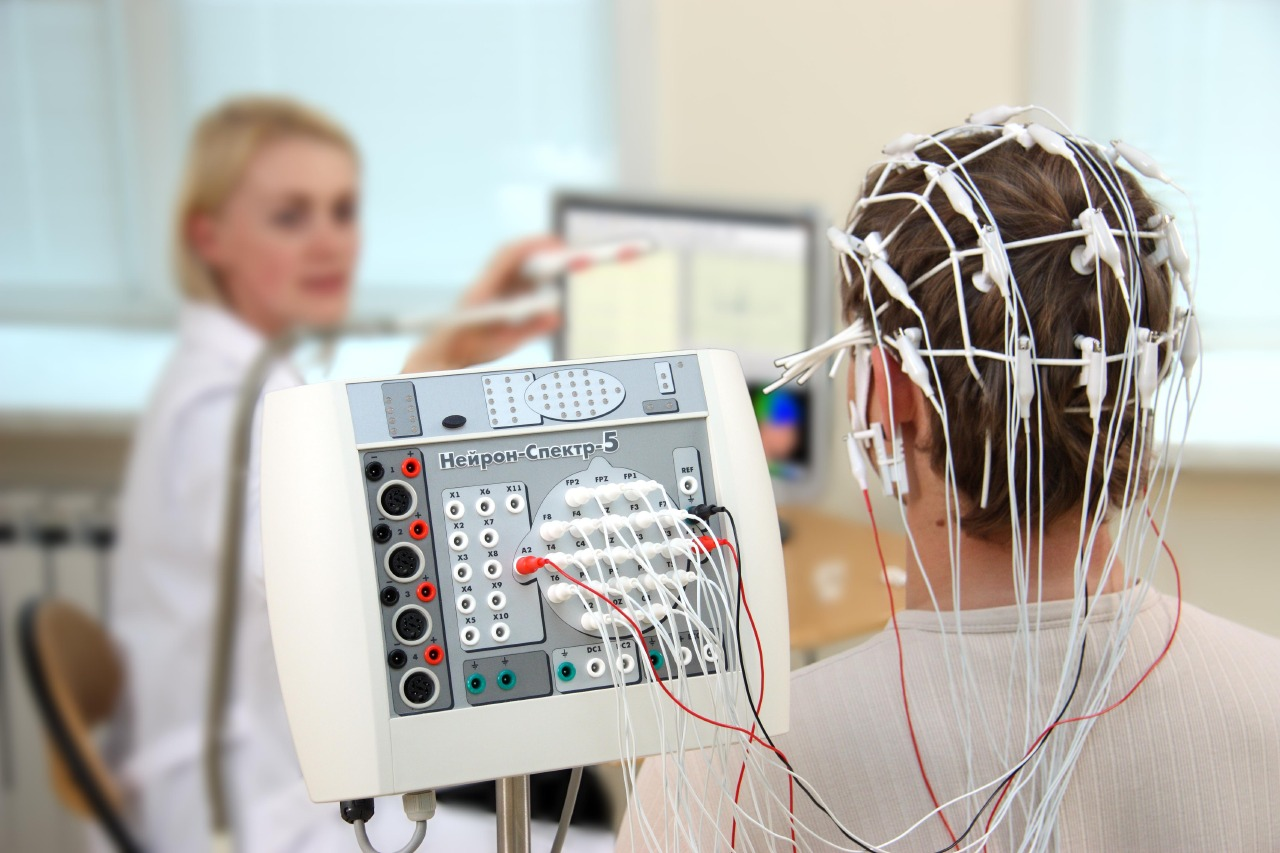
Процесс регистрации электроэнцефалографии

Регистрация ЭЭГ производится при помощи электроэнцефалографа через специальные электроды (наиболее распространённые — мостиковые, чашечковые и игольчатые). В настоящее время чаще всего используется расположение электродов по международным системам «10−20 %» или «10−10 %». Каждый электрод подключен к усилителю. Для записи ЭЭГ может использоваться бумажная лента (это устаревший вариант, широко применяемый во времена СССР и РФ вплоть до конца 2000-х годов) или сигнал может преобразовываться с помощью АЦП и записываться в файл на компьютере (современный вариант). Наиболее распространена запись с частотой дискретизации 250 Гц. Запись потенциалов с каждого электрода осуществляется относительно нулевого потенциала референта, за который, как правило, принимается мочка уха или сосцевидный отросток височной кости (processus mastoideus), расположенный позади уха и содержащий заполненные воздухом костные полости.

## Характеристики ЭЭГ
Для выделения на ЭЭГ значимых признаков её подвергают анализу. Основными понятиями, на которые опирается характеристика ЭЭГ, являются:
- средняя частота колебаний;
- их максимальная амплитуда;
- их фаза;
- также оцениваются различия кривых ЭЭГ на разных каналах и их временная динамика.

Суммарная фоновая электрограмма коры и подкорковых образований мозга пациента, варьируя в зависимости от уровня филогенетического развития и отражая цитоархитектонические и функциональные особенности структур мозга, также состоит из различных по частоте медленных колебаний.

## Ритмы ЭЭГ
Одной из основных характеристик ЭЭГ является частота. Однако из-за ограниченных возможностей восприятия при визуальном анализе ЭЭГ, применяемом в клинической электроэнцефалографии, целый ряд частот не может быть достаточно точно охарактеризован оператором, так как глаз человека выделяет только некоторые основные частотные полосы, явно присутствующие в ЭЭГ. 
В зависимости от частотного диапазона, а также от амплитуды, формы волны, топографии и типа реакции различают ритмы ЭЭГ, которые также обозначают греческими буквами.

## Артефакты электроэнцефалограммы
Артефакты электроэнцефалограммы — это возникающие в ходе процедуры электроэнцефалографического исследования помехи, которые представляют собой дефект записи.
В связи с тем, что современная аппаратура для проведения ЭЭГ регистрирует слишком малые величины биоэлектрических потенциалов, истинная электроэнцефалографическая запись может искажаться из-за воздействия разных физиологических и технических (физических) артефактов. Это зачастую может повлечь за собой трудности при расшифровке и интерпретации записи.
Виды артефактов:
- Физические артефакты — артефакты, возникающие вследствие воздействия на аппаратуру для проведения ЭЭГ различных физических или технических помех. Это могут быть: обрыв проводника, плохой контакт электрода, так называемый «телефонный артефакт» (расположение телефонного аппарата рядом с проходящим процедуру ЭЭГ пациента, вследствие чего ЭЭГ-анализатор регистрирует электромагнитные волны из телефонного аппарата).
- Физиологические артефакты — артефакты, возникающие из-за различных биологических процессов, которые протекают в организме пациента. Это могут быть: реограмма (РЭГ-артефакт), электрокардиограмма (ЭКГ-артефакт), электромиограмма (ЭМГ-артефакт) и другие[8].